# El pájaro pintado (novela)
El pájaro pintado es una novela de 1965 escrita por Jerzy Kosiński, que describe los hechos de la Segunda Guerra Mundial desde los ojos de un niño, considerado un "gitano o judío vagabundo" que deambula por pequeñas aldeas diseminadas en torno a un país no especificado de Europa del Este.

## Generalidades
La historia fue presentada originalmente por Kosiński como autobiográfica, aunque después de su publicación por Houghton Mifflin, el autor se abstuvo de hacer tales afirmaciones. Asumida por los críticos como una memoria de un sobreviviente judío y testigo del Holocausto, el libro recibió críticas entusiastas. Sin embargo, en dos décadas se descubrió que la historia no sólo era ficticia sino también plagiada de libros populares escritos en polaco, en gran medida desconocidos para los lectores ingleses.
Es casi seguro que Kosiński no escribió la novela porque su dominio del inglés era demasiado limitado en la época en que se escribió. A diferencia del personaje principal de la novela, Kosiński pasó en los tiempos de la guerra oculto por una familia católica polaca que confirmó que sus condiciones de vida eran excelentes; incluso tenía una sirvienta que se ocupaba de sus necesidades.

## Adaptación
En 2019 se estrenó la película del mismo nombre, dirigida por Václav Marhoul y protagonizada por Petr Kotlár, Udo Kier, Stellan Skarsgård, Harvey Keitel, Barry Pepper y Jitka Čvančarová.